# Leipziger Pfeffermühle

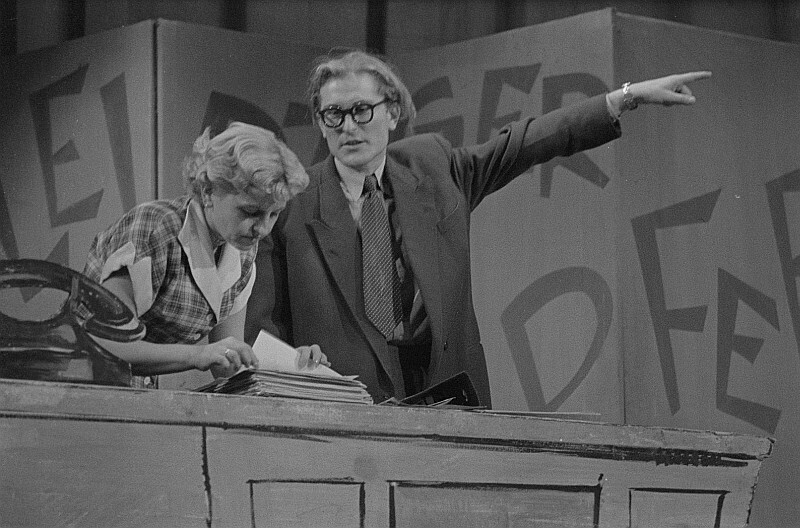
Leipziger Pfeffermühle bei ihrer II. Folge im Weißen Saal

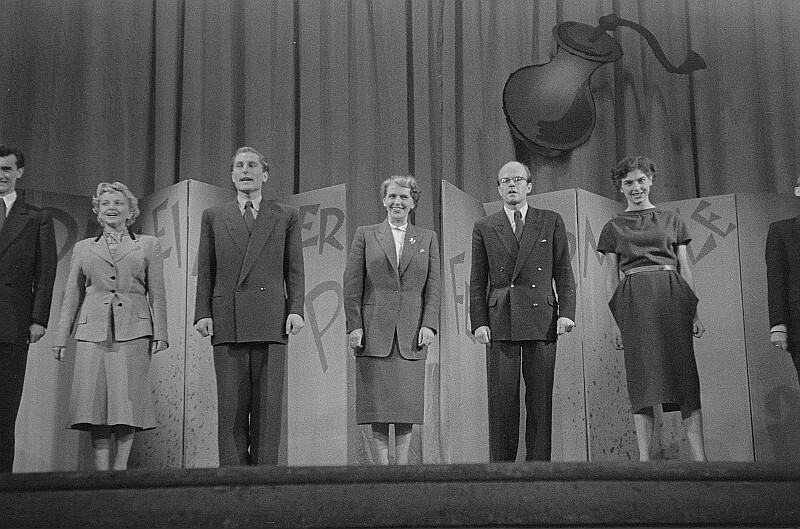
Leipziger Pfeffermühle bei ihrer II. Folge im Weißen Saal

Die Leipziger Pfeffermühle ist ein Kabarett-Ensemble in Leipzig.

## Geschichte
Auf Initiative von Mitgliedern des Theaters der Jungen Welt wurde das Kabarett am 22. März 1954 mit der Aufführung des namenlosen ersten Programms gegründet. Noch im selben Jahr wurde es als „Politisch-satirisches Kabarett der Stadt Leipzig“ zur städtischen Einrichtung gemacht. Die Namensähnlichkeit mit dem ehemaligen Exilkabarett „Die Pfeffermühle“ war zufällig. Erste Probleme mit der SED gab es 1956 nach dem Ungarnaufstand durch das Programm mit dem Rührt Euch, für das auch Erich Loest Texte beigesteuert hatte. Der Leiter der Pfeffermühle, Conrad Reinhold, ging zur  „Distel“ und setzte sich alsbald nach West-Berlin ab.
Im selben Jahr zog die Pfeffermühle vom Weißen Saal des Zoo ins Haus des Kulturbundes. 1959 gab Helga Hahnemann hier ihr Debüt. 1961 folgte der Umzug in das Bosehaus am Thomaskirchhof, wo das Kabarett bis Ende 2007 ansässig war. Ab 2008 spielte die Pfeffermühle im Interim Gottschedstraße 1. Seit Januar 2011 gibt es wieder eine neue Adresse: In Kretschmanns Hof (Katharinenstraße 17) hat das Kabarett jetzt eine feste Bleibe. 1964 wurde der seit 1962 amtierende staatliche Leiter Edgar Külow nach Zwangs-Absetzung des Programms Wolln wir doch mal ehrlich sein durch Horst Günther abgelöst. Günther amtierte bis zum Verbot des Programms „Wir können uns gratulieren“ 1979. 1966 erhielt die Leipziger Pfeffermühle den Kunstpreis der Stadt.
Als Autor (und ab 1981 auch als Direktor) arbeitete seit 1964 Rainer Otto, der zusammen mit Siegfried Mahler in den siebziger Jahren die meisten Texte für das Stamm-Ensemble Ursula Schmitter, Heiderose Seifert, Hanskarl Hoerning, Siegfried Mahler, Günter Schwarz und Manfred Stephan verfasste. Als Aushängeschild der Messestadt Leipzig konnte sich das Kabarett verhältnismäßig viele politisch zweideutige Anspielungen erlauben. Allerdings waren die Möglichkeiten eingeschränkt durch vorherige Programmabnahme und genehmigungspflichtige Improvisation. Wegen des kleinen Raums konnten nur höchstens 180 Zuschauer einer Aufführung beiwohnen, Fernsehübertragungen fanden seit 1964 nicht statt, zuweilen jedoch Rundfunkübertragungen.
Ihren ersten Auftritt in der Bundesrepublik Deutschland hatte die Pfeffermühle 1983 in Saarbrücken auf Initiative des seinerzeitigen Oberbürgermeisters der Stadt und späteren saarländischen Ministerpräsidenten Oskar Lafontaine mit Einverständnis des DDR-Staatsratsvorsitzenden Erich Honecker. Im selben Jahr fanden durch persönlichen Einsatz von Werner Schneyder und Vermittlung von Altbundeskanzler Bruno Kreisky auch die ersten Gastspiele in Österreich statt.
Ab Anfang 1989 gastierte die „Pfeffermühle“ in zahlreichen bedeutenden Theatern und Kabarettspielstätten der Bundesrepublik und war bis zum Fall der Mauer mit einem Teil des Ensembles fast ununterbrochen auf Tournee in der BRD einschließlich West-Berlin.
Einen Höhepunkt bildete der Gemeinschaftsauftritt der Pfeffermühle mit der Münchner Lach- und Schießgesellschaft in der ARD-Silvestersendung 1989 unter dem Traditionstitel Schimpf vor Zwölf.
Nach der Wende gab es beträchtliche finanzielle, strukturelle und inhaltliche Probleme. Im Januar 1993 wurde die Pfeffermühle in eine GmbH umgewandelt. 1994 brannten Teile der Bühne und des Zuschauerraums aus, am 4. Juni 1995 kam es mit dem 73. Programm zur Neueröffnung.
Am 21. März 2004, also am Vorabend des Gründungstagsjubiläums, feierte die Pfeffermühle ihr 50-jähriges Bestehen unter Mitwirkung prominenter Gäste wie Dieter Hildebrandt und Gerhard Polt. Der jetzige Leiter der Pfeffermühle ist Dieter Richter.
Zu den bekanntesten Hausautoren gehörten Mitte der 2000er-Jahre u. a. die Kabarettautoren Cornelia Molle, Lothar Bölck, Klaus Dannegger und Robert Grieß.

## Jetzige Mitglieder
- Ute Loeck
- Dieter Richter
- Burkhard Damrau
- Matthias Avemarg
- Rainer Koschorz
- Hans-Jürgen Silbermann
- Hartmut Schwarze (Piano)
- Marcus Ludwig (Piano)
- Steffen Reichelt (Schlagzeug)
- Elisabeth Sonntag
- Rebekka Köbernik
- Meigl Hoffmann
- Bernard Liebermann
- Thierry Gelloz (Piano)
- Detlef Nier
- Jörg Metzner
- Sascha Kiesewetter
- Guido Maria Kober
- Fabian Quast
- Erik Heimansberg (Saxophon, Flöte)
- Vincent Hahn (Trompete)

## Jugendkabarett der Leipziger Pfeffermühle
Von 2005 bis Mai 2013 beherbergte die Leipziger Pfeffermühle auch ein Jugendkabarett, das zur Lachmesse 2006 sein erstes Programm Die Schärfsten Körner aus der Mühle  präsentierte. Die Gruppe bestand zuletzt aus 4 Jungkabarettisten (2 Frauen, 2 Männer), die alle zwischen 18 und 25 Jahren waren, einer Pianistin und einem Schlagzeuger. Regie der letzten Programme hatte Hansa Molle. Gegründet wurde es vom Leiter des Hauses, Dieter Richter, der es dann an die regieführenden Heiderose Seifert und Sonya Martin übergab.

## Mitglieder der letzten Programme des Jugendkabaretts
- Annemarie Schmidt
- Elisabeth Sonntag
- André Bautzmann
- Robert Günschmann
- Keti Warmuth (Piano)
- Hannes Petri (Schlagzeug)